# Atlético de Bilbao 1952-1953
Questa voce raccoglie le informazioni riguardanti l'Atlético de Bilbao nelle competizioni ufficiali della stagione 1952-53.

## Stagione
Come da politica societaria la squadra è composta interamente da giocatori nati in una delle sette province di Euskal Herria o cresciuti calcisticamente nel vivaio di società basche. Nella Primera División la squadra basca si piazza al 6º posto. Ottimo il cammino nella Coppa del Generalísimo: Dopo aver eliminato l'Alavés al primo turno (doppia vittoria 2-4 e 5-0), il Barakaldo nei quarti di finale (1-1 e 6-1) ed il Real Madrid in semifinale (2-2 e 2-1), l'Athletic perde la finale contro il Barcellona per 2-1.

## Rosa
| N. |                   | Ruolo | Calciatore            |
| -- | ----------------- | ----- | --------------------- |
|    | Spagna (bandiera) | P     | Carmelo Cedrún        |
|    | Spagna (bandiera) | P     | Raimundo Pérez Lezama |
|    | Spagna (bandiera) | D     | José María Orúe       |
|    | Spagna (bandiera) | D     | Jesús Garay           |
|    | Spagna (bandiera) | D     | Canito                |
|    | Spagna (bandiera) | D     | José Luis Estenaga    |
|    | Spagna (bandiera) | D     | Serafín Areta         |
|    | Spagna (bandiera) | C     | José María Maguregi   |

| N. |                   | Ruolo | Calciatore        |
| -- | ----------------- | ----- | ----------------- |
|    | Spagna (bandiera) | C     | Manolín           |
|    | Spagna (bandiera) | A     | Zarra             |
|    | Spagna (bandiera) | A     | Venancio          |
|    | Spagna (bandiera) | A     | José Luis Panizo  |
|    | Spagna (bandiera) | A     | Rafael Iriondo    |
|    | Spagna (bandiera) | A     | Félix Markaida    |
|    | Spagna (bandiera) | A     | Eneko Arieta (I)  |
|    | Spagna (bandiera) | A     | José Luis Artetxe |
|    | Spagna (bandiera) | A     | Agustín Gaínza    |

## Risultati

### Coppa del Generalissimo
| Vitoria 17 maggio 1953 Ottavi di finale - andata | Alavés | 2 – 4 | Athletic Bilbao |  |

| Bilbao 24 maggio 1953 Ottavi di finale - ritorno | Athletic Bilbao | 5 – 0 | Alavés |  |

| Barakaldo 31 maggio 1953 Quarti di finale - andata | Barakaldo | 1 – 1 | Athletic Bilbao |  |

| Bilbao 4 giugno 1953 Quarti di finale - ritorno | Athletic Bilbao | 6 – 1 | Barakaldo |  |

| Barakaldo 7 giugno 1953 Semifinale - andata | Real Madrid | 2 – 2 | Athletic Bilbao |  |

| Bilbao 14 giugno 1953 Semifinale - ritorno | Athletic Bilbao | 2 – 1 | Real Madrid |  |

| Arbitro: | Rafael García Fernández |

|                        |           |              |
| Kubala 46’ Manchón 57’ | Marcatori | 61’ Venancio |

## Statistiche

### Statistiche dei giocatori
| Giocatore     | Primera División | Primera División | Coppa del Generalissimo | Coppa del Generalissimo | Totale   | Totale |
| Giocatore     | Presenze         | Reti             | Presenze                | Reti                    | Presenze | Reti   |
| ------------- | ---------------- | ---------------- | ----------------------- | ----------------------- | -------- | ------ |
| S. Areta      | 22               | 0                | ?                       | ?                       | 22+      | 0+     |
| E. Arrieta    | 1                | 0                | ?                       | ?                       | 1+       | 0+     |
| J.L. Artetxe  | 19               | 10               | ?                       | ?                       | 19+      | 10+    |
| Carmelo       | 24               | -?               | ?                       | -?                      | 24+      | -?     |
| Canito        | 26               | 0                | ?                       | ?                       | 26+      | 0+     |
| J.L. Estenaga | 4                | 0                | ?                       | ?                       | 4+       | 0+     |
| A. Gaínza     | 24               | 9                | ?                       | ?                       | 24+      | 9+     |
| J. Garay      | 30               | 0                | ?                       | ?                       | 30+      | 0+     |
| R. Iriondo    | 18               | 9                | ?                       | ?                       | 18+      | 9+     |
| R.P. Lezama   | 6                | -?               | ?                       | -?                      | 6+       | -?     |
| J.M. Maguregi | 12               | 0                | ?                       | ?                       | 12+      | 0+     |
| Manolín       | 30               | 1                | ?                       | ?                       | 30+      | 1+     |
| F. Markaida   | 11               | 8                | ?                       | ?                       | 11+      | 8+     |
| J.M. Orué     | 21               | 0                | ?                       | ?                       | 21+      | 0+     |
| J.L. Panizo   | 25               | 10               | ?                       | ?                       | 25+      | 10+    |
| Venancio      | 28               | 10               | 1+                      | 1+                      | 29+      | 11+    |
| T. Zarra      | 29               | 24               | 7                       | 5                       | 36       | 29     |